# Bucculatrix anthemidella
Bucculatrix anthemidella — вид лускокрилих комах родини кривовусих крихіток-молей (Bucculatricidae).

## Поширення
Вид зареєстрований в Україні, Туреччині та Киргизстані.

## Спосіб життя
Личинки живляться на романі фарбувальному. Вони мінують листя рослини-господаря.